# Atriplex nana
Atriplex nana là loài thực vật có hoa thuộc họ Dền. Loài này được Parr-Sm. mô tả khoa học đầu tiên năm 1984.